# Тисульский район

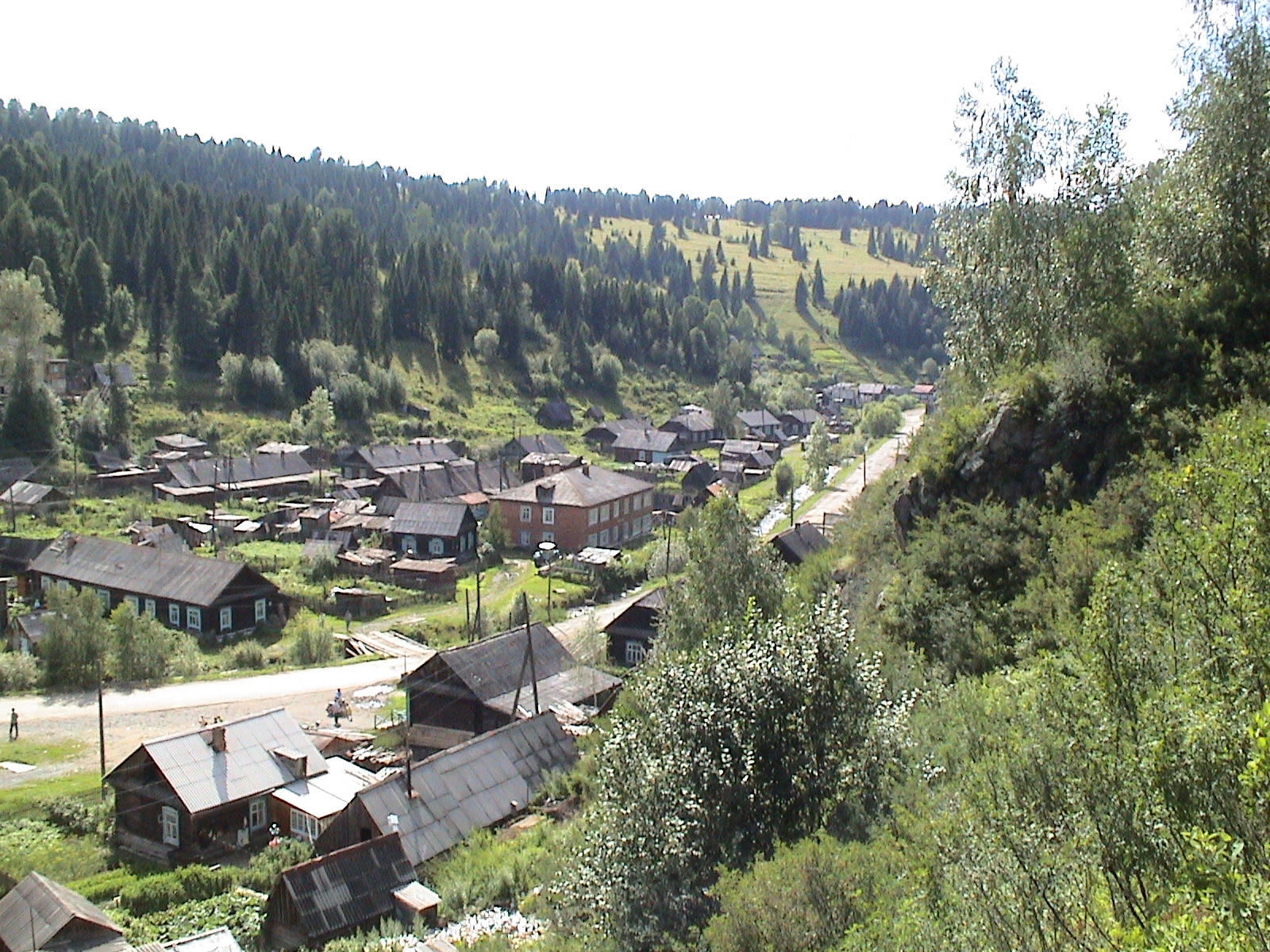
Рудник Старый Берикуль, улица Горняка, Тисульский район, июль 2006

Тисульский район — административно-территориальная единица. В границах района образован одноимённый муниципальный округ.
Административный центр — посёлок городского типа Тисуль. Расстояние до областного центра г. Кемерово — 250 км, связан с ним автомобильным сообщением.

## География
Район расположен на северо-востоке Кемеровской области. Площадь района — 8,1 тыс. км², из них 59,5 % — лесоресурсы Гослесофонда.
Северо-западная часть Тисульского района — это лесостепь, юго-восточная — тайга, через которую проходят отроги Кузнецкого Алатау. Обширная территория изобилует озёрами (Берчикуль, Песчаное, Пустое, Утиное), реками (Кия, Дудет, Урюп, Мокрый Берикуль, Сухой Берикуль и др.) В границах района размещается мараловый зоологический заказник, а также государственный заповедник «Кузнецкий Алатау».

## История
Тисульский район имеет древнюю историю. По данным археологов, первые поселения на его территории возникли в IV—III веках до н. э. На территории района обнаружены памятники эпохи неолита, бронзового и раннего железного века. Среди них — неолитические стоянки и поселения, большое количество курганных могильников андроновской и тагарской археологических культур. Находки, найденные археологами, в результате раскопок позволяют проследить историю материального производства на протяжении тысячелетий. Всего на территории района выявлено 92 археологических памятника. Самые известные из них: Могильник Ягуня на берегу реки Ягуня, расположенный на поле — между селом Тамбар и Пичугино, серебряковский могильник, тисульский могильник и другие памятники тагарской культуры.
В XIV-XVIII вв. территория Тисульского района принадлежала полиэтничной конфедерации кочевых народов Южной Сибири под названием Хонгорай.
Достопримечательностью района является место, где находится так называемый Каштакский острог. Он был построен в 1698 году для защиты от набегов кочевников сереброплавильного завода. Открытие серебряной руды посланцем Петра I рудознатцем Александром Левандиани в 1697 году послужило началом зарождения горной промышленности в районе. И хотя, завод был ликвидирован в 1700 году, есть предположение, что рудоискатели дали начало будущему посёлку Тисуль, который находился в 5—6 км от острога в месте слияния рек Каштак и Тисулька. Своё летоисчисление посёлок ведёт с 1783 года, к этой дате относится первое упоминание о нём в документах томского архива.
До начала XX века территория являлась Тисульской волостью Мариинского уезда Томской губернии.
О трагических днях Гражданской войны напоминают обелиски, установленные в местах гибели, на братских могилах партизан, погибших в боях с белогвардейцами и чоновцев — членов штурмовых коммунистических отрядов в послевоенное время.
Практически во всех населённых пунктах района имеются символические памятники-обелиски, посвященные воинам-односельчанам, павшим в годы Великой Отечественной войны 1941—1945 годах. Их имена увековечены на плитах мемориального комплекса, который находится в центре посёлка Тисуль. Мемориал — место проведения митингов, встреч, сюда приходят потомки погибших солдат поклониться памяти своих отцов и дедов.
Первоначально Тисульский район был образован 4 августа 1924 года в составе Ачинского округа Сибирского края; его власти разместились в селе Тисуль. 30 июля 1930 года Ачинский округ, как и большинство остальных округов СССР, был упразднён. Его районы отошли в прямое подчинение Западно-Сибирскому краю.
Постановлением ВЦИК от 20 марта 1931 года был образован Мариинско-Тайгинский район с административным центром в рабочем посёлке Центральный; в его состав были включены северо-восточная полоса Крапивинского района, южная часть Мариинского района и южная часть Тисульского района. Постановлением ВЦИК от 10 декабря 1932 года Тисульский район был ликвидирован: Шестаковский сельсовет был отнесён к Мариинскому району, а остальные — к Тяжинскому району.
Постановлением Президиума Запсибкрайисполкома от 2 февраля 1935 года земли совхозов Тамбарского и Тисульского сельсоветов были переданы из Тяжинского района в состав Мариинско-Тайгинского района; одновременно с этим власти района переехали из посёлка Центральный в посёлок Тисуль, а район был переименован в Тисульский.
28 сентября 1937 года Западно-Сибирский край был разделён на Новосибирскую область и Алтайский край; Тисульский район оказался в составе Новосибирской области. 26 января 1943 года из Новосибирской области была выделена Кемеровская область, и район перешёл в её состав.
Указом Президиума Верховного Совета РСФСР от 1 февраля 1963 года «Об укрупнении районов, образовании промышленных районов и изменении подчиненности районов и городов Кемеровской области» Тисульский район был разделён на Тисульский промышленный район и Тисульский сельский район; 10 июня 1963 года Тисульский сельский район был упразднён, а его территория была включена в состав Тяжинского района. Указом Президиума Верховного Совета РСФСР от 11 января 1965 года «Об изменениях в административно-территориальном делении Кемеровской области» Тисульский промышленный район был упразднён, а Тисульский район — образован вновь.
Законом Кемеровской области от 17 декабря 2004 года Тисульский район также был наделён статусом муниципального района, в составе которого были образованы 13 муниципальных образований.
В 2020 году муниципальный район преобразован в муниципальный округ.

## Население
| 2002    | 2009    | 2010    | 2011    | 2012    | 2013    | 2014    | 2015    | 2016    |
| ------- | ------- | ------- | ------- | ------- | ------- | ------- | ------- | ------- |
| 28 471  | ↘25 860 | ↘25 045 | ↘24 964 | ↘24 197 | ↘23 415 | ↘22 789 | ↘22 270 | ↘21 839 |
| 2017    | 2018    | 2019    | 2020    | 2021    | 2025    |         |         |         |
| ↘21 383 | ↘20 911 | ↘20 413 | ↘20 099 | ↘18 874 | ↘17 727 |         |         |         |

### Урбанизация
В городских условиях (пгт Белогорск, Комсомольск и Тисуль) проживают 67,88 % населения района.

## Административно-муниципальное устройство
В рамках административно-территориального устройства области Тисульский административный район включал 10 сельских территорий, границы которых совпадали с одноимёнными сельскими поселениями, и 3 посёлка городского типа районного подчинения (с подведомственными населёнными пунктами), которые соответствовали одноимённым городским поселениям в соответствующем муниципальном районе.
В Тисульском районе 37 населённых пунктов, которые до 15 ноября 2020 года находились в составе трёх городских и десяти сельских поселений:
| №  | Муниципальные образования             | Административный центр | Количество населённых пунктов | Население | Площадь, км² |
| -- | ------------------------------------- | ---------------------- | ----------------------------- | --------- | ------------ |
| 1  | Белогорское городское поселение       | пгт Белогорск          | 1                             | ↘2576     | 1377,33      |
| 2  | Комсомольское городское поселение     | пгт Комсомольск        | 3                             | ↘2385     | 982,49       |
| 3  | Тисульское городское поселение        | пгт Тисуль             | 2                             | ↘7568     | 32,70        |
| 4  | Берикульское сельское поселение       | посёлок Берикульский   | 3                             | ↘754      | 589,25       |
| 5  | Большебарандатское сельское поселение | село Большой Барандат  | 3                             | ↘620      | 266,74       |
| 6  | Куликовское сельское поселение        | село Куликовка         | 3                             | ↘859      | 307,96       |
| 7  | Листвянское сельское поселение        | деревня Листвянка      | 2                             | ↘870      | 173,44       |
| 8  | Полуторниковское сельское поселение   | посёлок Полуторник     | 3                             | ↘879      | 1391,37      |
| 9  | Серебряковское сельское поселение     | деревня Серебряково    | 1                             | ↘506      | 169,57       |
| 10 | Тамбарское сельское поселение         | село Тамбар            | 5                             | ↘1086     | 476,80       |
| 11 | Третьяковское сельское поселение      | село Третьяково        | 5                             | ↘888      | 315,60       |
| 12 | Утинское сельское поселение           | посёлок Утинка         | 5                             | ↘775      | 412,35       |
| 13 | Центральское сельское поселение       | посёлок Центральный    | 1                             | ↘333      | 1588,00      |

## Населённые пункты
В Тисульский район входят 36 населённых пунктов, в том числе три городских (пгт) и 33 сельских населёных пункта:
| №  | Населённый пункт   | Тип     | Население | Бывшее муниципальное образование |
| -- | ------------------ | ------- | --------- | -------------------------------- |
| 1  | Тисуль             | пгт     | ↗8153     | Тисульское                       |
| 2  | Белогорск          | пгт     | ↘2287     | Белогорское                      |
| 3  | Комсомольск        | пгт     | ↘1593     | Комсомольское                    |
| 4  | Антоново           | деревня | 77        | Третьяковское                    |
| 5  | Байла              | деревня | 94        | Третьяковское                    |
| 6  | Берикульский       | посёлок | ↘694      | Берикульское                     |
| 7  | Большая Натальевка | посёлок | 136       | Комсомольское                    |
| 8  | Большепичугино     | деревня | 199       | Тамбарское                       |
| 9  | Большой Барандат   | село    | 590       | Большебарандатское               |
| 10 | Большой Берчикуль  | село    | 230       | Утинское                         |
| 11 | Вознесенка         | деревня | 135       | Большебарандатское               |
| 12 | Городок            | село    | 37        | Утинское                         |
| 13 | Дворниково         | деревня | 291       | Третьяковское                    |
| 14 | Кайчак             | деревня | 270       | Третьяковское                    |
| 15 | Камень-Садат       | посёлок | 9         | Полуторниковское                 |
| 16 | Кинжир             | посёлок | 27        | Тамбарское                       |
| 17 | Колба              | село    | 419       | Куликовское                      |
| 18 | Кондрашка          | деревня | 205       | Утинское                         |
| 19 | Куликовка          | село    | 620       | Куликовское                      |
| 20 | Листвянка          | деревня | 535       | Листвянское                      |
| 21 | Макаракский        | посёлок | ↘442      | Комсомольское                    |
| 22 | Московка           | посёлок | 108       | Берикульское                     |
| 23 | Новоивановка       | деревня | 1         | Куликовское                      |
| 24 | Новый Берикуль     | посёлок | ↘82       | Берикульское                     |
| 25 | Полуторник         | посёлок | 1134      | Полуторниковское                 |
| 26 | Ржавчик            | посёлок | ↘207      | Тисульское                       |
| 27 | Серебряково        | деревня | ↘506      | Серебряковское                   |
| 28 | Смычка             | посёлок | 49        | Утинское                         |
| 29 | Солдаткино         | село    | 71        | Тамбарское                       |
| 30 | Тамбар             | село    | 1077      | Тамбарское                       |
| 31 | Третьяково         | село    | 349       | Третьяковское                    |
| 32 | Усть-Барандат      | деревня | 100       | Большебарандатское               |
| 33 | Усть-Колба         | село    | 514       | Листвянское                      |
| 34 | Утинка             | посёлок | 441       | Утинское                         |
| 35 | Центральный        | посёлок | ↘333      | Центральское                     |

Упразднённые населённые пункты
- Больше-Никольский прииск
- 1972 год — посёлок Кия-Шалтырь; включён в черту рабочего посёлка Белогорск — посёлок Старый Шалтырь.
- 1978 год — посёлок Саланга.
- 1997 год — посёлок Урюп.
- 2024 год — посёлок Яковлевка
- 2025 год — посёлок Новогеоргиевка

## Местное самоуправление
Главы муниципального округа
- до 2023 года — Дмитрий Владимирович Панин[26]
- с 2023 года — Андрей Анатольевич Дудник[26]

## Экономика
Имеются предприятия горной, лесной промышленности. Много золота, в настоящее время добыча ведется частными артелями старателей. Разрабатывается Барандатское угольное месторождение.

## Культура

### Памятники

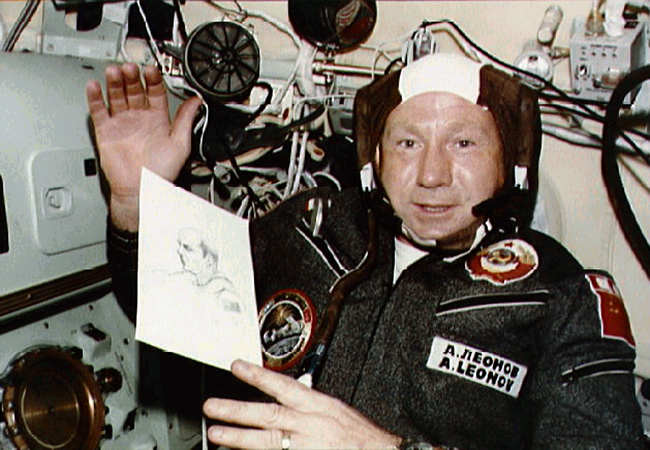
Алексей Леонов на космическом корабле «Союз-19» показывает рисунок астронавта Томаса Стаффорда во время экспериментального полёта «Союз-Аполлон», 1975

На территории района имеется 15 памятников истории. Среди них 5 архитектурных памятников — каменные купеческие дома середины—конца XIX века (п. Тисуль).
К памятникам истории относится также дом в с. Листвянка, где родился лётчик-космонавт Леонов Алексей Архипович. На доме установлена мемориальная доска. Интересными людьми прославившими Тисульский район являются также писатель, поэт, художник — В. П. Столяров, легендарный солдат, прототип памятника воину-освободителю в берлинском Трептов-парке — Николай Иванович Масалов (уроженец села Вознесенка) и многие другие.

### Достопримечательности
На территории Тисульского района находится 17 природно-исторических объектов. К ним следует отнести реку Кия с её белокаменным плесом, минеральными источниками, кладбище динозавров у деревни Шестаково и древнее кладбище людей каменного века у села Ржавчик. Сопки «Барабинский Бухтай» и «Кондовый Бухтай» — остатки жерлового аппарата вулканического процесса девонского периода. На сопредельной территории находится 50 могильников, курганов и других археологических памятников.
В деревне Серебряково при местном доме культуры работает Центр татарской национальной культуры